# Église de Kaleva
Pour les articles homonymes, voir Kaleva (homonymie).
L'église de Kaleva (en finnois : Kalevan kirkko) est une église moderne  construite entre 1964 et 1966 dans le quartier de Liisankallio à Tampere en Finlande.

## Histoire
La paroisse de Kaleva est fondée en 1959 mais elle n'obtient sa propre église qu'en 1966.
En 1959, le conseil de direction des paroisses évangélistes luthérienne de Tampere lance un concours d'architecte pour la conception d'une église monumentale pour la paroisse de Kaleva.
Parmi les 49 projets soumis, celui de les architectes Raili et Reima Pietilä est retenu.
La proposition était influencée par la symbolique chrétienne: le plan de l'église rappelle un  poisson.
L'église est l'un des points d'attraction de Tampere.
La direction des musées de Finlande a classé l'église et son paysage culturel dans les sites culturels construits d'intérêt national.

## Architecture
L'église de Kaleva est un bâtiment original qui est protégé depuis 2006 par le  Museovirasto qui le cite comme exemple de nouvelle architecture monumentale en Finlande.
Les murs sont hauts et verticaux.
On appelle aussi l'église le Silo des âmes à cause de son aspect extérieur rappelant celui d'un silo à grains
La surface au sol est de 3 600 m2 et son volume total de 47 000 m3.
La décoration intérieure utilise beaucoup de surfaces en bois et la couleur extérieure des murs rappelle celle du lin écru.
Les vitraux du plancher au plafond laissent largement pénétrer la lumière et mettre en valeur la hauteur comédie dans une cathédrale.
L'église est caractérisée par son espace et sa luminosité.
L'orgue à 41 jeux de la fabrique d'orgues de Kangasala a une façade haute de 16 m conçue par les Pietilä.
Son mécanisme est en partie mécanique et en partie pneumatique.
L'orgue comprend 3 500 tuyaux dont le plus grand mesure 6,3 m de long et le plus petit 1,5 cm.

## Galerie

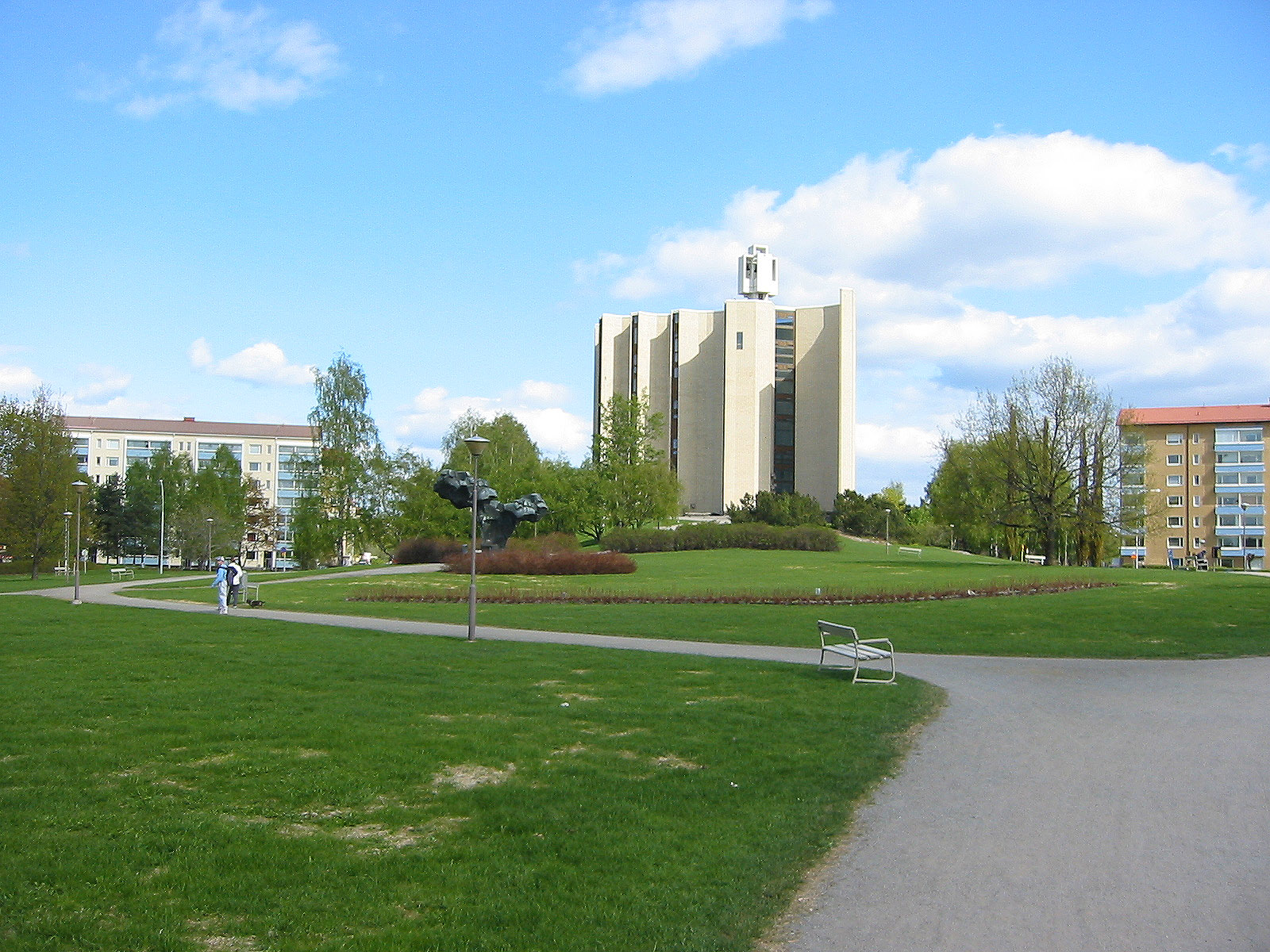
L'église vue de Kaleva.
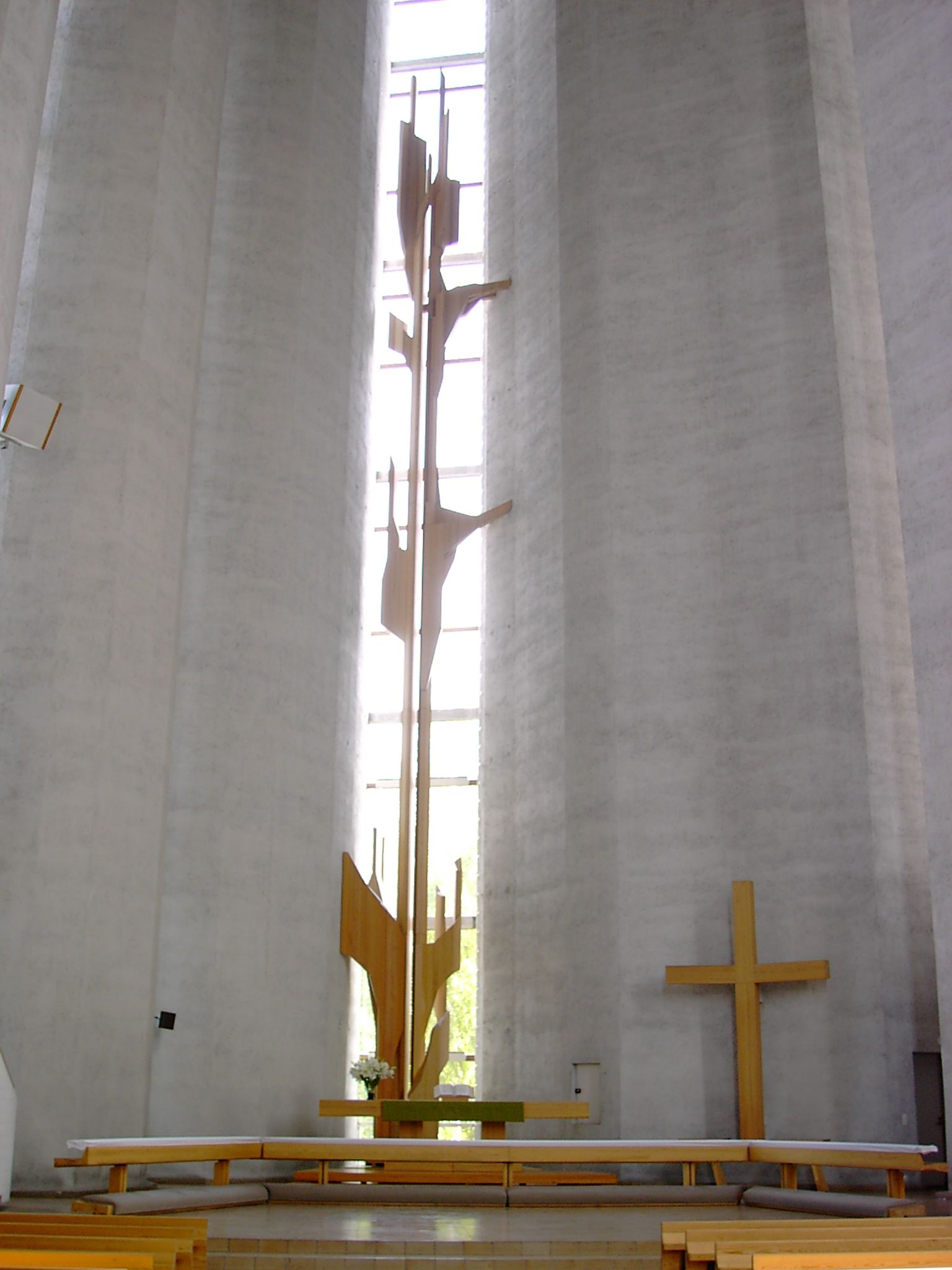
L'autel.
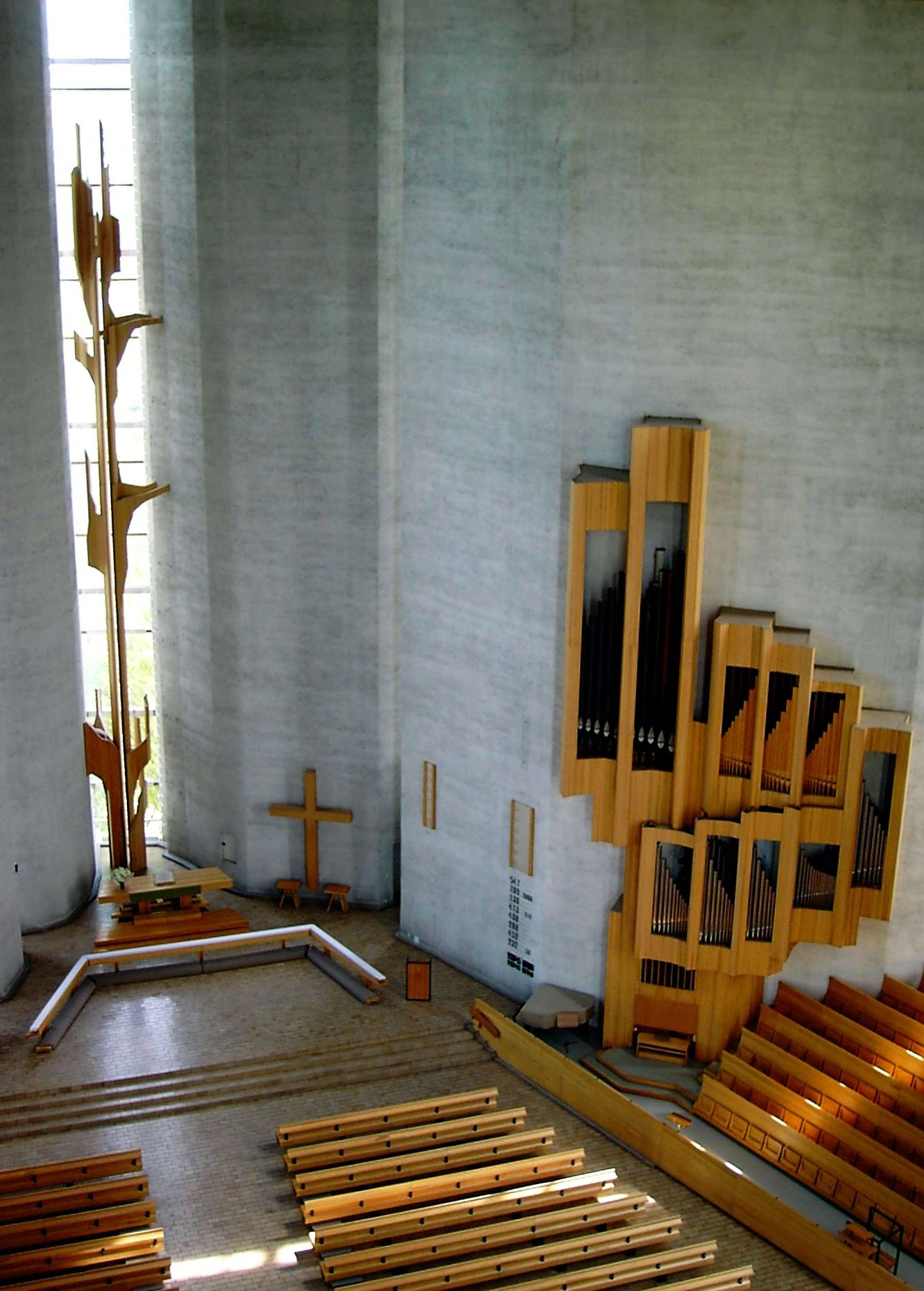
L'autel et les orgues.
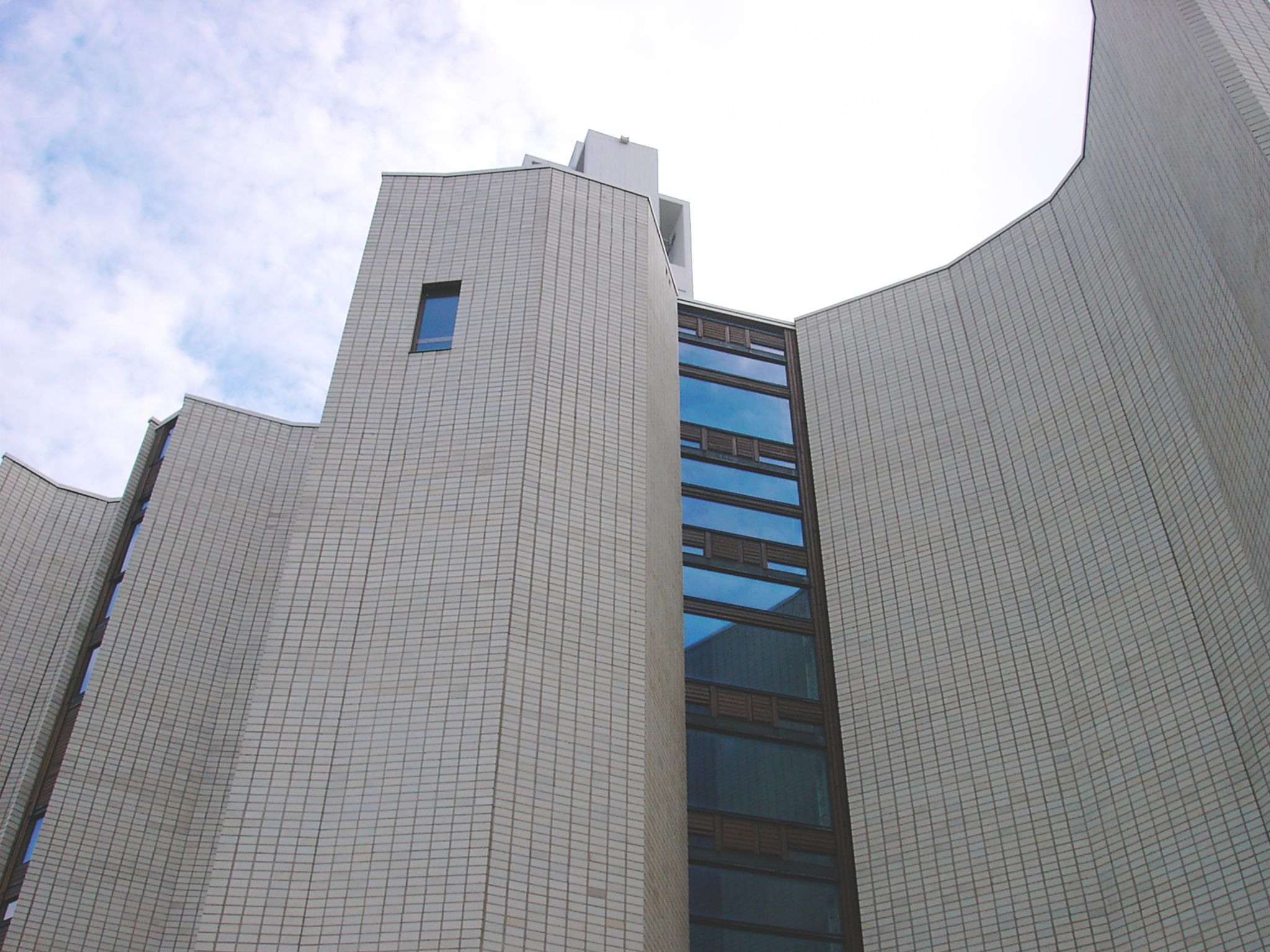
Les murs en contre-plongée.